# Edwin Santibáñez
Edwin Santibáñez Noé (Torreón, 1º febbraio 1980) è un ex calciatore messicano, di ruolo centrocampista.